# Calciatore dell'anno (FWA)
Il Giocatore dell'anno della FWA (in inglese FWA Footballer of the Year o Football Writers' Association Footballer of the Year) è un premio calcistico assegnato al miglior giocatore del campionato inglese.
A differenza del Professional Footballers' Association Players' Player of the Year, il premio viene assegnato al termine di un sondaggio condotto tra i membri della Football Writers' Association.

## Albo d'oro
| Anno | Giocatore             | Squadra                      |
| ---- | --------------------- | ---------------------------- |
| 1948 | Stanley Matthews      | Blackpool                    |
| 1949 | Johnny Carey          | Manchester Utd               |
| 1950 | Joe Mercer            | Arsenal                      |
| 1951 | Harry Johnston        | Blackpool                    |
| 1952 | Billy Wright          | Wolverhampton                |
| 1953 | Nat Lofthouse         | Bolton                       |
| 1954 | Tom Finney            | Preston N.E.                 |
| 1955 | Don Revie             | Manchester City              |
| 1956 | Bert Trautmann        | Manchester City              |
| 1957 | Tom Finney            | Preston N.E.                 |
| 1958 | Danny Blanchflower    | Tottenham                    |
| 1959 | Syd Owen              | Luton Town                   |
| 1960 | Bill Slater           | Wolverhampton                |
| 1961 | Danny Blanchflower    | Tottenham                    |
| 1962 | Jimmy Adamson         | Burnley                      |
| 1963 | Stanley Matthews      | Stoke City                   |
| 1964 | Bobby Moore           | West Ham Utd                 |
| 1965 | Bobby Collins         | Leeds Utd                    |
| 1966 | Bobby Charlton        | Manchester Utd               |
| 1967 | Jack Charlton         | Leeds Utd                    |
| 1968 | George Best           | Manchester Utd               |
| 1969 | Tony Book Dave Mackay | Manchester City Derby County |
| 1970 | Billy Bremner         | Leeds Utd                    |
| 1971 | Frank McLintock       | Arsenal                      |
| 1972 | Gordon Banks          | Stoke City                   |
| 1973 | Pat Jennings          | Tottenham                    |
| 1974 | Ian Callaghan         | Liverpool                    |
| 1975 | Alan Mullery          | Fulham                       |
| 1976 | Kevin Keegan          | Liverpool                    |
| 1977 | Emlyn Hughes          | Liverpool                    |
| 1978 | Kenny Burns           | Nottingham Forest            |
| 1979 | Kenny Dalglish        | Liverpool                    |
| 1980 | Terry McDermott       | Liverpool                    |
| 1981 | Frans Thijssen        | Ipswich Town                 |
| 1982 | Steve Perryman        | Tottenham                    |
| 1983 | Kenny Dalglish        | Liverpool                    |
| 1984 | Ian Rush              | Liverpool                    |

| Anno | Giocatore           | Squadra         |
| ---- | ------------------- | --------------- |
| 1985 | Neville Southall    | Everton         |
| 1986 | Gary Lineker        | Everton         |
| 1987 | Clive Allen         | Tottenham       |
| 1988 | John Charles Barnes | Liverpool       |
| 1989 | Steve Nicol         | Liverpool       |
| 1990 | John Charles Barnes | Liverpool       |
| 1991 | Gordon Strachan     | Leeds Utd       |
| 1992 | Gary Lineker        | Tottenham       |
| 1993 | Chris Waddle        | Sheffield Weds  |
| 1994 | Alan Shearer        | Blackburn       |
| 1995 | Jürgen Klinsmann    | Tottenham       |
| 1996 | Éric Cantona        | Manchester Utd  |
| 1997 | Gianfranco Zola     | Chelsea         |
| 1998 | Dennis Bergkamp     | Arsenal         |
| 1999 | David Ginola        | Tottenham       |
| 2000 | Roy Keane           | Manchester Utd  |
| 2001 | Teddy Sheringham    | Manchester Utd  |
| 2002 | Robert Pirès        | Arsenal         |
| 2003 | Thierry Henry       | Arsenal         |
| 2004 | Thierry Henry       | Arsenal         |
| 2005 | Frank Lampard       | Chelsea         |
| 2006 | Thierry Henry       | Arsenal         |
| 2007 | Cristiano Ronaldo   | Manchester Utd  |
| 2008 | Cristiano Ronaldo   | Manchester Utd  |
| 2009 | Steven Gerrard      | Liverpool       |
| 2010 | Wayne Rooney        | Manchester Utd  |
| 2011 | Scott Parker        | West Ham Utd    |
| 2012 | Robin van Persie    | Arsenal         |
| 2013 | Gareth Bale         | Tottenham       |
| 2014 | Luis Suárez         | Liverpool       |
| 2015 | Eden Hazard         | Chelsea         |
| 2016 | Jamie Vardy         | Leicester City  |
| 2017 | N'Golo Kanté        | Chelsea         |
| 2018 | Mohamed Salah       | Liverpool       |
| 2019 | Raheem Sterling     | Manchester City |
| 2020 | Jordan Henderson    | Liverpool       |
| 2021 | Rúben Dias          | Manchester City |
| 2022 | Mohamed Salah       | Liverpool       |
| 2023 | Erling Haaland      | Manchester City |